# Price Brothers and Company
 (septembre 2022).
Si vous disposez d'ouvrages ou d'articles de référence ou si vous connaissez des sites web de qualité traitant du thème abordé ici, merci de compléter l'article en donnant les références utiles à sa vérifiabilité et en les liant à la section « Notes et références ».
Pour les articles homonymes, voir Price.
La Price Brothers and Company était une entreprise québécoise spécialisée dans la coupe du bois, le sciage et la fabrication de pâte à papier. La Compagnie Price est inscrite au Répertoire du patrimoine culturel du Québec.

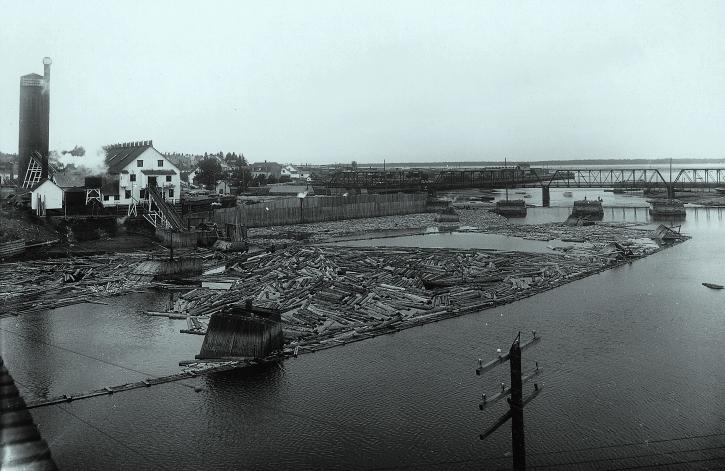
La Price Brothers and Company à côté de la rivière Rimouski, vers 1914. Et fut le lieu de départ en 1950 de l'énorme Incendie de Rimouski

La société Price Brothers and Company a été créée en 1867 par les trois fils de William Price (1789-1867), surnommé « le père du Saguenay » : William Evan Price, David Edward Price et Evan John Price. L'entreprise succédait ainsi à la William Price and sons, fondée en 1855 par leur père. 
À la fin du XIXe siècle, William Price III prend la relève. Ce dernier réussira en quelques années à développer l'entreprise. Il débute en faisant l'acquisition de la totalité des actions de la Pulperie de Jonquière, où il installe une première machine à carton puis une machine à papier, qui est la première dans la région du Saguenay–Lac-Saint-Jean. Ces premiers tests lui permettent de comprendre que son entreprise doit prendre le virage de la fabrication du papier. C'est ainsi qu'en 1912, il fonde la municipalité de Kénogami. Cette ville de compagnie abritera ce qui deviendra la plus grande usine de fabrication de papier au monde, avec ses sept machines et 1 800 travailleurs. En 1925, une autre papeterie conjuguée à une zone urbaine est aménagée dans ce qui deviendra la ville de Riverbend, à proximité de Saint-Joseph-d'Alma. Contrairement à Kénogami, Riverbend reçoit surtout les cadres anglophones et protestants. Mais William Price n'aura pas la chance de voir ses deux villes à leur apogée. Il est emporté lors d'un glissement de terrain en octobre 1924 et son corps est repêché quelques jours plus tard.
La Price Brothers and Company a été fusionnée à Abitibi Pulp and Paper Company en 1974 qui deviendra Abitibi-Price, laquelle est devenue Abitibi-Consolidated en 1997 puis AbitibiBowater en 2007 enfin Produits forestiers Résolu en 2011.
Trois fonds d'archives de la Price Brothers Company sont conservés au centre d'archives du Saguenay de Bibliothèque et Archives nationales du Québec.

## Galerie

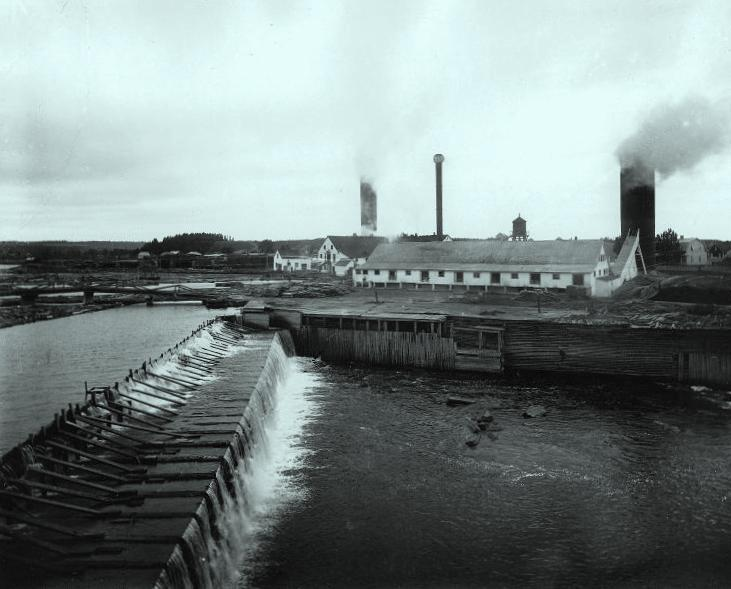
Scierie, Price Company, Matane, vers 1914
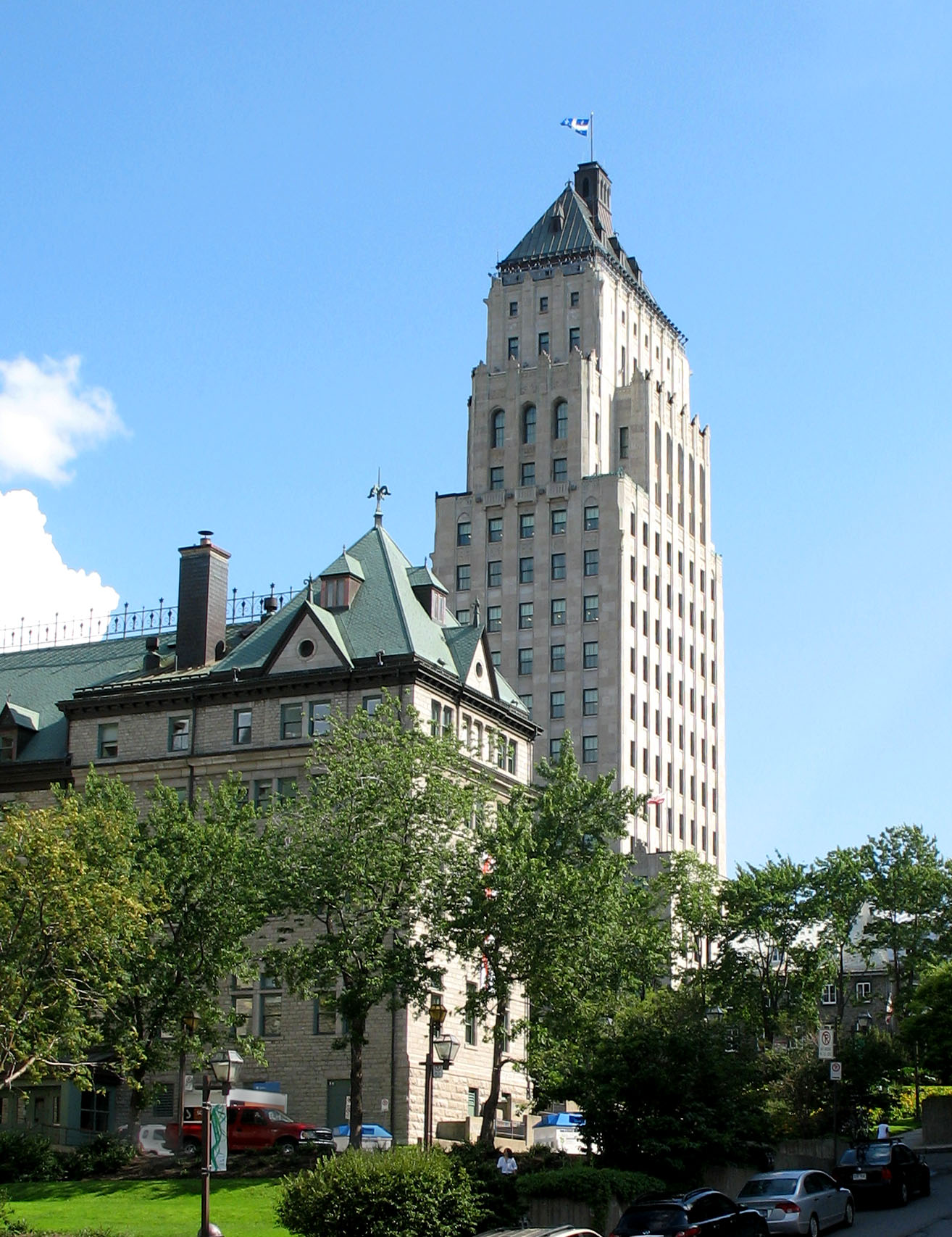
Édifice Price à Québec